# Давыдов, Сергей Давыдович
Сергей Давыдович Давыдов  (при рождении — Спарта́к Дави́дович Давидо́вич; 22 марта 1928, Шебалино, Ойротская автономная область — 27 декабря 2001, Санкт-Петербург) — советский и российский поэт, прозаик и переводчик

## Биография
Родился в семье служащих, вскоре переехавшей с Алтая в Ленинград. В начале войны отец, Давид Григорьевич Давидович (1906—?), уроженец местечка Круги (ныне Толочинский район, Витебская область), ушёл на фронт, в феврале 1942 года Спартак с матерью были эвакуированы в Шарью. Там мать умерла, а Спартак был принят воспитанником в музвзвод при училище военных сообщений, а затем перевёлся в зенитно-артиллерийский полк. В 15 лет окончил полковую школу в звании младшего сержанта. Участник Великой Отечественной войны. Участвовал в боях в Белоруссии, Прибалтике. Считается «самым младшим из поэтов фронтового поколения». После войны Давыдов работал токарем на ленинградском заводе «Севкабель». В литературу на первых порах входил в качестве «рабочего-поэта». С 1958 г. вёл жизнь профессионального литератора, много ездил по стране, с успехом выступая в различных аудиториях, бывал за рубежом.

## Семья
- Жена — Зоя Васильевна Давыдова, с 1966 года и более тридцати лет работала режиссёром, затем главным режиссёром радио Ленинградского комитета по телевидению и радиовещанию, впоследствии ВГТРК «Санкт-Петербург». Под её руководством были поставлены более ста радиоспектаклей по произведениям классиков и современных писателей. Некоторые из радиоспектаклей были удостоены международных премий за режиссёрскую работу.
  - Дочь — Елена Сергеевна Давыдова, прозаик, журналист. Окончила филологический факультет СПбГУ, печаталась в литературно-художественных журналах, среди которых были «Звезда», «Нева», «Аврора». Преподавала в вузах Германии, США и арабских стран. 
    - Внук — Вадим Вадимович Федотов, медиаменеджер, генеральный директор «ГПМ-Технологии».

## Творчество
Писал путевые циклы и отдельные стихотворения: «Казахский мотив» (Бухтарма, 1962), «Кавказский мотив», «Скандинавский мотив», «В Лейпциге», «Солнце в Байкале», поэма «Встреча в Тобольске» и т. д. Некоторая репортажность этих произведений, непритязательность формы во многом скрашиваются житейской достоверностью, естественностью интонаций, нередко юмором. Стихи Давыдова положены на музыку композиторами В. Соловьевым-Седым, Ю. Щекотовым, Н. Червинским, Ю. Балкашиным, И. Цветковым, В. Чистяковым и др. С середины 1960-х публиковал также и прозу. Его повести («Путаный след», «Санаторий доктора Волкова») и рассказы адресованы по преимуществу детям среднего и старшего школьного возраста. Пробовал свои силы в драматургии (одноактная пьеса «Люблю Рябинина». М.: ВААП-ИНФОРМ, 1982), написал совместно с О. Шестинским и Г.Казанским сценарий художественного фильма «Ижорский батальон» (1972). В разные годы переводил стихи друзей — поэтов бывшего СССР. Его переводы носят по преимуществу вольный характер и входят в книги в общем ряду с оригинальными стихами, с подзаголовками-ремарками: «Из А. Иммерманиса» (Латвия), «Из М. Квливидзе» (Грузия), «Из О. Султанова» (Киргизия) и т. д.

## Адреса в Санкт-Петербурге
- Будапештская ул., д. 38, к. 4[6]

### Избранные сочинения
- Приди к огню: стихи. — М.—Л., 1964;
- Путаный след: повесть. — Л., 1966;
- Набережная: стихи. — Л., 1968;
- Путаный след: повести и рассказы. — М., 1970;
- Встречный взгляд: стихи. — Л., 1973;
- Санаторий доктора Волкова: повесть. — Л., 1976;
- Стихотворения. — Л., 1975;
- Рождение весны: стихи. — Л., 1978;
- Запах снега: стихи. — Л., 1979;
- Музыка света: стихи. — Л., 1979;
- Ленинградец душой и родом: стих. — Л., 1984;
- Путаный след. Санаторий доктора Волкова: повести. — Л., 1985;
- Стихотворения. — Л., 1986;
- С жизнью наедине: стихотворения. — Л., 1988;
- Суровый праздник!: стихи. — Л., 1989;
- Эпиграммы. — Т. 1. — СПб., 1997; Т. 2. — СПб., 1997; Т. 3. — СПб., 1998;
- Давно не любил я блондинок: эпиграммы. — СПб., 1999.